# 디에고 데 레온역
디에고 데 레온 역(스페인어: Diego de León)은 마드리드 지하철의 환승역이다. 마드리드 지하철 4호선, 5호선, 6호선이 지난다. 마드리드 살라망카 구의 프란시스코 실벨라 거리, 디에고 데 레온 거리, 콘데 데 페냘베르 거리가 만나는 교차로 지하에 위치해 있다. 역명은 19세기 스페인의 정치인 디에고 데 레온에서 따왔다. 요금구역상으로는 A구역에 속한다.

## 역사
1932년 9월 17일 완공되어 영업에 들어갔다. 당시에는 마드리드 지하철 2호선의 디에고데레온 지선에 속한 역으로 운영되었으나, 1958년 10월 2일부로 고야 역부터 디에고 데 레온 역까지의 지선 구간이 4호선으로 편입되었다.
1970년 2월 26일에는 5호선이 디에고 데 레온 역까지 연장되었다. 5호선 승강장은 후안 브라보 거리 지하에 위치해 있었으며 3월 2일부터 영업을 개시하였다. 이 당시만 해도 디에고 데 레온 역은 4호선의 종착역이었으나 1973년 3월 26일부터 4호선이 알폰소 XIII 역까지 연장되면서 일반역이 되었다. 1979년 10월 10일에는 6호선의 첫 구간 (파시피코 - 콰트로 카미노스)이 개통되면서 6호선 승강장이 문을 열었다.

## 환승 정보
역 주변에 시내버스 정류장이 아홉 곳 있다.
버스
- 시내버스
  - 12, 26, 43, 48, 56, 61, 72, 73, C1, C2번 노선 (주간)
  - N3번 노선 (야간)

지하철
| 마드리드 지하철           | 마드리드 지하철       | 마드리드 지하철                         |
| ------------------------- | --------------------- | --------------------------------------- |
| 리스타 아르궤예스         | 마드리드 지하철 4호선 | 아베니다 데 아메리카 피나르 데 차마르틴 |
| 벤타스 알라메다 데 오수나 | 마드리드 지하철 5호선 | 누녜스 데 발보아 카사 데 캄포           |
| 마누엘 베세라 순환선      | 마드리드 지하철 6호선 | 아베니다 데 아메리카 순환선             |